# Arrêt Croissant du 7 juillet 1978
 (avril 2021).
Si vous disposez d'ouvrages ou d'articles de référence ou si vous connaissez des sites web de qualité traitant du thème abordé ici, merci de compléter l'article en donnant les références utiles à sa vérifiabilité et en les liant à la section « Notes et références ».
L'arrêt Klaus Croissant prononcé le 7 juillet 1978 par le Conseil d'État français est un des Grands arrêts de la jurisprudence administrative, dans lequel le Conseil reconnaît que les conventions et traités internationaux ont une autorité supérieure aux lois qui leur sont antérieures.

## Arrêt du 7 juillet 1978

### Contexte et décision du Conseil d'État
L'arrêt s'inscrit dans le cadre de la contestation par Klaus Croissant de son extradition de la France vers l'Allemagne. En l'occurrence, Croissant contestait la légalité du décret d'extradition.
Le Conseil d'État rejette le recours de Croissant, estimant que la procédure suivie par le ministre de la Justice Alain Peyrefitte n'était pas illégale et avait respecté la loi du 10 mars 1927 sur l'extradition. Il retient, au passage, qu’il n’y a pas lieu de vérifier si le décret d’extradition respecte certaines conditions de forme prévues par cette loi mais ne figurant pas dans le traité d’extradition, puisque la disposition de la loi en cause « ne saurait prévaloir sur [les dispositions] de la convention [d’extradition], qui sont plus récentes et qui, en vertu de l'article 55 de la Constitution du 4 octobre 1958, ont une autorité supérieure à celle de la loi ».

### Portée de l'arrêt
Dans cet arrêt rendu par la section du contentieux, c'est-à-dire la formation la plus solennelle, la haute juridiction retient que, dans le cas d’un conflit de norme entre une loi et un traité ou une convention internationale qui lui est postérieur, ce dernier prévaut. Il s’agit donc d’un revirement partiel de la jurisprudence des semoules de 1968, par laquelle le Conseil d’État refusait en tout état de cause qu’un traité primât sur la loi.
L'arrêt a été publié au recueil Lebon, 1978, p. 292. Il figure au rang des « Grands arrêts de la jurisprudence administrative » et est cité dans la note consacrée à l'arrêt Gomel (CE 4 avril 1914) et à l'arrêt Prince Napoléon. Il a été abondamment commenté dans les revues juridiques spécialisées.
Cet arrêt est emblématique de l'évolution du contrôle du juge administratif sur les engagements internationaux et son articulation avec les normes internes. 
Il préfigure grandement l'arrêt Nicolo de 1989, par lequel le Conseil d’État reconnaîtra la suprématie des traités sur l’ensemble des lois, fussent-elles postérieures.

## Arrêt Croissant rendu par la Cour de cassation
Il convient de noter qu'il ne faut pas confondre cet arrêt avec un autre arrêt rendu en 1978 par la Cour de cassation, concernant Klaus Croissant, à la suite d'une décision de la chambre d'accusation de la cour d'appel de Paris.
Dans cet arrêt, la chambre criminelle eut à statuer sur le motif politique ou de droit commun de la demande d'extradition.
Plus précisément, sur les deux motifs invoqués par l'État allemand, la Cour de cassation rejeta l'un des motifs comme étant politique, mais admit le second comme étant de droit commun, avec une possibilité pour la justice allemande de condamner Klaus Croissant à la peine maximale de 5 ans d'emprisonnement (il fut finalement condamné à 2 ans et demi d'emprisonnement).
L'arrêt de la Cour de cassation n'est pas un arrêt de principe car elle s'est contentée d'appliquer des critères jurisprudentiels connus et balisés (au contraire de l'arrêt du Conseil d'État, rendu par l'assemblée du contentieux qui offre une réponse de principe à la question de savoir si un traité international prime sur une loi française postérieure qui lui est contraire).